# Unione Sportiva Paganese 1979-1980
Questa pagina raccoglie le informazioni riguardanti l'Unione Sportiva Paganese nelle competizioni ufficiali della stagione 1979-1980.

## Rosa
| N. |                   | Ruolo | Calciatore            |
| -- | ----------------- | ----- | --------------------- |
|    | Italia (bandiera) | D     | Angelo Del Favero     |
|    | Italia (bandiera) | P     | Giuseppe Della Porta  |
|    | Italia (bandiera) | D     | Rosario Facciorusso   |
|    | Italia (bandiera) | D     | Silvano Fiorucci      |
|    | Italia (bandiera) | A     | Marco Fracas          |
|    | Italia (bandiera) | P     | Santo Giordano        |
|    | Italia (bandiera) | C     | Gian Claudio Iannucci |
|    | Italia (bandiera) | D     | Carmine Lomonte       |

| N. |                   | Ruolo | Calciatore        |
| -- | ----------------- | ----- | ----------------- |
|    | Italia (bandiera) | C     | Massimo Malatrasi |
|    | Italia (bandiera) | A     | Marco Moretti     |
|    | Italia (bandiera) | A     | Massimo Morezzi   |
|    | Italia (bandiera) | A     | Giovanni Oddo     |
|    | Italia (bandiera) | D     | Renato Oteri      |
|    | Italia (bandiera) | D     | Luigi Senatore    |
|    | Italia (bandiera) | C     | Antonio Tripepi   |
|    | Italia (bandiera) | C     | Fabio Vulpiani    |

## Risultati

### Campionato

#### Girone di andata
| 30 settembre 1979 1ª giornata | Terranova Gela | 0 – 0 | Paganese |  |

| 7 ottobre 1979 2ª giornata | Paganese | 3 – 0 | Marsala |  |

| 14 ottobre 1979 3ª giornata | Alcamo | 1 – 1 | Paganese |  |

| 21 ottobre 1979 4ª giornata | Paganese | 3 – 0 | Ragusa |  |

| 28 ottobre 1979 5ª giornata | Vigor Lamezia | 2 – 0 | Paganese |  |

| 4 novembre 1979 6ª giornata | Paganese | 1 – 0 | Juventus Stabia |  |

| 11 novembre 1979 7ª giornata | Squinzano | 2 – 1 | Paganese |  |

| 18 novembre 1979 8ª giornata | Paganese | 2 – 1 | Messina |  |

| 25 novembre 1979 9ª giornata | Cosenza | 0 – 0 | Paganese |  |

| 2 dicembre 1979 10ª giornata | Paganese | 0 – 0 | Savoia |  |

| 9 dicembre 1979 11ª giornata | Paganese | 0 – 0 | Sorrento |  |

| 16 dicembre 1979 12ª giornata | Potenza | 1 – 1 | Paganese |  |

| 30 dicembre 1979 13ª giornata | Paganese | 2 – 1 | Brindisi |  |

| 6 gennaio 1980 14ª giornata | Monopoli | 3 – 1 | Paganese |  |

| 13 gennaio 1980 15ª giornata | Paganese | 0 – 0 | Barletta |  |

| 20 gennaio 1980 16ª giornata | Nuova Igea | 0 – 0 | Paganese |  |

| 27 gennaio 1980 17ª giornata | Paganese | 5 – 0 | Vittoria |  |

#### Girone di ritorno
| 3 febbraio 1980 18ª giornata | Paganese | 2 – 0 | Terranova Gela |  |

| 10 febbraio 1980 19ª giornata | Marsala | 0 – 0 | Paganese |  |

| 17 febbraio 1980 20ª giornata | Paganese | 2 – 1 | Alcamo |  |

| 24 febbraio 1980 21ª giornata | Ragusa | 0 – 0 | Paganese |  |

| 2 marzo 1980 22ª giornata | Paganese | 1 – 0 | Vigor Lamezia |  |

| 9 marzo 1980 23ª giornata | Juventus Stabia | 0 – 1 | Paganese |  |

| 16 marzo 1980 24ª giornata | Paganese | 2 – 1 | Squinzano |  |

| 23 marzo 1980 25ª giornata | Messina | 0 – 1 | Paganese |  |

| 30 marzo 1980 26ª giornata | Paganese | 0 – 0 | Cosenza |  |

| 13 aprile 1980 27ª giornata | Savoia | 1 – 1 | Paganese |  |

| 20 aprile 1980 28ª giornata | Sorrento | 1 – 2 | Paganese |  |

| 27 aprile 1980 29ª giornata | Paganese | 3 – 1 | Potenza |  |

| 11 maggio 1980 30ª giornata | Brindisi | 3 – 0 | Paganese |  |

| 18 maggio 1980 31ª giornata | Paganese | 1 – 1 | Monopoli |  |

| 25 maggio 1980 32ª giornata | Barletta | 0 – 0 | Paganese |  |

| 1º giugno 1980 33ª giornata | Paganese | 3 – 0 | Nuova Igea |  |

| 8 giugno 1980 34ª giornata | Vittoria | 2 – 0 | Paganese |  |